# Света Фауста
Света Фауста, позната още като Света Фауста от Кизик (298 - 311), е момиче от четвърти век, което е арестувано, измъчвано и екзекутирано заради християнската си вяра. Евилазий бил отговорният за нейното измъчване и екзекутиране, по което време тя била на тринадесет години. Евилазий приел християнството след като наблюдавал безстрашната ѝ смърт и поради това на свой ред умрял мъченически.